# Radosławice
Radosławice – przysiółek wsi Lubięcin w Polsce, położony w województwie lubuskim, w powiecie nowosolskim, w gminie Nowa Sól.
W latach 1975–1998 przysiółek administracyjnie należał do województwa zielonogórskiego.